# Categorie gramaticală
În lingvistică, termenul categorie gramaticală se găsește cu accepțiuni mai mult sau mai puțin largi în literaturile de specialitate în diferite limbi, uneori și în literatura de aceeași limbă la diferiți autori, ba chiar și la unul și același autor.
Termenul are două accepțiuni principale, care provin de la cele două sensuri ale cuvântului „categorie”. În general, acesta înseamnă „clasă, grup” de entități cu una sau mai multe caracteristici comune, iar într-o accepțiune mai restrânsă se folosește în filozofie cu sensul de „noțiune fundamentală și de maximă generalitate”.
Cu sensul de „clasă”, în gramatica tradițională este vorba de două feluri de categorii gramaticale: prin categorii sintactice se înțeleg părțile de propoziție (subiect, predicat etc.), iar prin categorii morfologice – părțile de vorbire (substantivul, verbul, prepoziția etc.).
Termenul „categorie morfologică” se folosește și cu sensul de noțiune, înțelegându-se prin ea trăsăturile ce caracterizează părțile de vorbire: genul, numărul, modul, timpul etc.
Unii autori restrâng categoriile gramaticale la cele morfologice și, în cadrul lor, la părțile de vorbire. Alții folosesc termenul „categorie gramaticală” tot numai în sens morfologic, dar înțeleg prin ea o trăsătură marcată de morfeme gramaticale precum desinențele. În acest sens, nu toate limbile posedă aceleași categorii gramaticale. De exemplu, o limbă ca maghiara este lipsită de exprimarea genului gramatical, exprimându-l numai pe cel natural prin mijloace lexicale.

## Categoria gramaticală în lucrări lingvistice românești
În literatura de specialitate în română referitoare la această limbă, „categorie gramaticală” este genul proxim numai al diferitelor trăsături ale părților de vorbire. Unii autori stabilesc subclase în cadrul lor. De exemplu, Constantinescu-Dobridor 1998 le împarte în categorii gramaticale flexionare, care se manifestă în flexiunea anumitor cuvinte (flexibile), ca genul, numărul, persoana, modul, timpul și diateza, și categorii gramaticale de relație, ce se manifestă în relațiile sintactice dintre cuvinte, cum sunt cazul, determinarea și comparația.
Nu toți lingviștii sunt de acord în privința categoriilor gramaticale ale limbii române. Pentru Avram 1997, acestea sunt genul, numărul, cazul, gradul de comparație, persoana, diateza, modul și timpul. La acestea, Constantinescu-Dobridor adaugă și determinarea, despre care Bărbuță 2000 menționează că nu are un statut general recunoscut de categorie morfologică, dar o acceptă ca atare pentru substantiv, deoarece articolele exprimă prin formele lor sensul gramatical de hotărât, respectiv de nehotărât.
Bărbuță 2000 amintește și de categoria gramaticală a aspectului, existentă, de exemplu, în limba rusă, precizând că ea nu există în română ca sistem organizat de morfeme gramaticale pentru aspect, deși sunt exprimate diverse sensuri aspectuale prin mijloace lexicale.

## În lucrări în alte limbi
În literatura de specialitate în limba engleză, termenul grammatical category „categorie gramaticală” se folosește mai mult pentru trăsăturile părților de vorbire. Pentru acestea se mai întâlnește și termenul inflectional category „categorie flexionară”, precum și morphological category „categorie morfologică”. În același timp, termenul grammatical category se mai folosește în sens morfologic și pentru părțile de vorbire, iar în sens sintactic, pentru părțile de propoziție. De menționat însă, că pentru părțile de vorbire se mai întâlnește și termenul lexical category „categorie lexicală”.
Termenul syntactic category „categorie sintactică” se referă la părțile de propoziție.
În lucrările despre limbile din diasistemul slav de centru-sud (bosniacă, croată, muntenegreană, sârbă, pe scurt BCMS) scrise în acestea, termenul gramatičke kategorije „categorii gramaticale” se folosește mai mult pentru trăsăturile părților de vorbire, care mai sunt numite și morfološke kategorije „categorii morfologice”. Patru categorii ale verbului (persoana, timpul, modul și aspectul), ca subclasă a categoriilor gramaticale, sunt numite de unii predikatne kategorije „categorii predicative”. Printre categoriile gramaticale, unii includ și părțile de vorbire.
La fel ca în literatura de limbă engleză, termenul sintaktičke kategorije „categorii sintactice” se referă la părțile de propoziție.
În lucrările de lingvistică în limba maghiară se folosesc termenii nyelvtani kategória cu sinonimul grammatikai kategória „categorie gramaticală”, alaktani kategória „categorie morfologică” și mondattani kategória „categorie sintactică”.
Termenul „categorie gramaticală” se folosește și în locul celorlalți termeni. În sens morfologic desemnează pe de o parte părțile de vorbire. Pe de altă parte, tot în sens morfologic, se referă la trăsăturile acestora, de exemplu diateza, genul în general, genul feminin în particular, numărul plural. Termenul se folosește și pentru părțile de propoziție, ba chiar și pentru propoziție.
Termenul „categorie morfologică” se referă în general la trăsăturile părților de vorbire, de exemplu aspectul și modul, și se găsește cu această accepțiune și delimitarea categoriilor morfologice de categoriile părților de vorbire.
Denumirea „categorie sintactică” acoperă, ca în celelalte limbi, părțile de propoziție.